# Xuanwu
Xuanwu léase Suán-Wu (en chino simplificado, 宣武区; pinyin, Xuānwǔ qū) es uno de los 16 distritos de la ciudad de Pekín, República Popular China. Localizado al sur de la ciudad, tiene una superficie de 19 kilómetros cuadrados y una población de 530.000. Este distrito se fusionó con el distrito de Xicheng en 2010.

## Administración
El distrito de Xuanwú se divide en 8 subdistritos.
- Subdistrito Dàzhàlán 大栅栏街道
- Subdistrito Tiānqiáo 天桥街道
- Subdistrito Chūn shù 椿树街道
- Subdistrito Táorántíng 陶然亭街道
- Subdistrito Guǎng'ān ménnèi 广安门内街道
- Subdistrito Niújiē  牛街街道
- Subdistrito Báizhǐ fang 白纸坊街道
- Subdistrito Guǎng'ān ménwài 广安门外街道